# Diplomatie culturelle
Le terme de diplomatie culturelle, traduit de l'anglais cultural diplomacy désigne une évolution contemporaine de la diplomatie étatique.
Prolongeant les travaux de Joseph Nye sur la mise en évidence, à côté d'un hard power étatique, d'un soft power plus culturel, tout aussi important pour l'influence des États, le terme vise à tenir compte de l'évolution qui consiste pour les individus non plus à passer par l'entremise de chefs d'État, ministres ou ambassadeurs pour négocier dans un cadre politique officiel, mais à se servir de la culture pour renouveler le champ diplomatique. Davantage centrée sur la culture comme identité propre aux acteurs dans le cadre de la mondialisation, la diplomatie culturelle vise à l'échange de points de vue, à l'amélioration de la connaissance des autres cultures, à la comparaison des façons de faire à travers le monde afin d'aplanir les différends que la diplomatie classique ne parvient pas à résoudre.

## Histoire
En fait, cette tendance à colporter un message culturel autre que politique est ancienne, mais l'accélération de la mondialisation accroît considérablement le nombre de ces nouveaux acteurs sur la scène internationale et le nombre de liens, parfois importants, ainsi créés. Les attentats du 11 septembre 2001 ont mis en évidence une certaine faillite de la diplomatie classique, et l'importance d'établir des ponts pour éviter le « choc des civilisations » évoqué par Samuel Huntington. La diplomatie est de moins en moins le champ exclusif des États, et d'autres acteurs culturels entrent aujourd'hui en jeu : individus, groupes, associations, collectivités, institutions, musées, théâtres contribuent aujourd'hui à l'élaboration d'une diplomatie parallèle, directe, qui se passe de l'intermédiaire des États.
La diplomatie culturelle est en passe de devenir une discipline universitaire aux États-Unis, dans le cadre de l'étude des relations internationales. En Europe, et en France, la plupart des travaux disponibles sur ce sujet concernent surtout l'histoire, avec quelques thèmes de prédilection : les États-Unis et la France ayant souvent eu le souci de la dimension culturelle dans leurs échanges sont assez étudiés. La période de la guerre froide où la culture joue un rôle si important dès 1947 et la doctrine Jdanov, jusqu'à l'effondrement de l'U.R.S.S. en 1991, est également très souvent abordée.